# 小阿瑟·奥克斯·苏兹伯格
小阿瑟·奧克斯·蘇茲伯格（英語：Arthur Ochs Sulzberger Jr.，1951年9月22日—）是一名美國記者。
蘇茲伯格在1997年至2020年期間擔任紐約時報公司董事長，1992年至2018年期間擔任《紐約時報》出版商。

## 早期生活和教育
蘇茲伯格出生於紐約基斯科山，是芭芭拉·溫斯洛和阿瑟·奥克斯·苏兹伯格的兩個孩子之一。妹妹是凱倫·奧爾登·蘇茲伯格（Karen Alden Sulzberger），與作家埃里克·拉克斯結婚。他是阿瑟·海斯·苏兹伯格的孫子，是阿道夫·奧克斯的曾孫。
母親主要是英國和蘇格蘭血統，父親有德國猶太血統。
五歲時父母離婚。他是在母親的圣公会信仰下長大的，但是他已不再遵守任何宗教信仰。
蘇茲伯格畢業於紐約市布朗宁学校。1974年，在塔夫茨大学获得政治学学士学位。

## 职业
蘇茲伯格於1974年至1976年擔任北卡羅來納州《羅利時報》記者，並於1976年至1978年擔任英國美聯社駐倫敦記者。
蘇茲伯格於1978年加入《紐約時報》，擔任華盛頓特區分會記者。1981年，他作為地鐵記者（报道大都市地区本地新闻和事件的记者）移居紐約，同年晚些時候被任命為地鐵助理編輯。蘇茲伯格1985年畢業於哈佛商學院管理發展計畫。
從1983年到1987年間，蘇茲伯格在多個業務部門工作，包括生產和企業規劃部門。1987年1月，他被任命為助理出版商。一年後，蘇茲伯格升任副出版商，負責監督新聞和商業部門。在這些職位上，他參與了《紐約時報》在新澤西州愛迪生和紐約皇后區學院角落(College Point)的自動彩色印刷和發行設施的規劃，以及六版彩色報紙的製作。
蘇茲伯格於1992年成為《紐約時報》出版商，並於1997年接替父親阿瑟·奧克斯·蘇茲伯格成為紐約時報公司董事長。2017年12月14日，他宣布將把出版商一職讓給兒子阿瑟·格雷格·蘇茲伯格，自2018年1月1日起生效。
蘇茲伯格一直擔任董事會主席，直至2020年12月31 日，隨後他也將這一職位傳給了他的兒子。

## 活动
蘇茲伯格反對越戰，並在20世紀70年代的抗議集會上被捕。